# Aromiella fruhstorferi
Aromiella fruhstorferi är en skalbaggsart som beskrevs av Cenek Podany 1971. Aromiella fruhstorferi ingår i släktet Aromiella och familjen långhorningar. Inga underarter finns listade.